# Neuvième circonscription de la Gironde
La neuvième circonscription de la Gironde est l'une des douze circonscriptions législatives françaises que compte le département de la Gironde (33) situé en région Nouvelle-Aquitaine. Cette circonscription électorale est située au sud-est de la Gironde et est usuellement dénommée « circonscription de Langon ».

## Description géographique et démographique

### De 1958 à 1986
Le département avait dix circonscriptions.
La neuvième circonscription de la Gironde était composée de :
- canton de Castillon-la-Bataille
- canton de Coutras
- canton de Libourne
- canton de Lussac
- canton de Pujols
- canton de Sainte-Foy-la-Grande

Source : Journal Officiel du 13-14 Octobre 1958.

### De 1988 à 2010
La circonscription était délimitée par le découpage électoral de la loi no 86-1197 du 24 novembre 1986, et regroupait les divisions administratives suivantes : 
- Canton d'Auros
- Canton de Cadillac
- Canton de Créon
- Canton de Langon
- Canton de Monségur
- Canton de Podensac
- Canton de La Réole
- Canton de Saint-Macaire
- Canton de Sauveterre-de-Guyenne
- Canton de Targon.

### Depuis 2010
La neuvième circonscription de la Gironde a été modifiée par l'ordonnance n° 2009-935 du 29 juillet 2009, ratifiée par le Parlement français le 21 janvier 2010 et entré en application à compter des élections législatives de juin 2012. Elle regroupe les divisions administratives suivantes : 
- Canton de Bazas
- Canton de Belin-Béliet
- Canton de La Brède
- Canton de Langon
- Canton de Captieux
- Canton de Grignols
- Canton de Podensac
- Canton de Saint-Symphorien
- Canton de Villandraut

Depuis le redécoupage des cantons de 2014, les circonscriptions législatives ne sont plus composées de cantons entiers mais continuent à être définies selon les limites cantonales en vigueur en 2010. La neuvième circonscription de la Gironde est ainsi composée des cantons actuels suivants :
- Canton de La Brède
- Canton des Landes des Graves
- Canton du Sud-Gironde

D'après le recensement de la population de 2019, réalisé par l'Institut national de la statistique et des études économiques (INSEE), la population totale de cette circonscription est estimée à 133 046 habitants,.

## Historique des députations
| Législature | Début de mandat | Fin de mandat  | Député            | Parti politique | Observations                                                                           |
| ----------- | --------------- | -------------- | ----------------- | --------------- | -------------------------------------------------------------------------------------- |
| IXe         | 23 juin 1988    | 1er avril 1993 | Pierre Lagorce    | PS              |                                                                                        |
| Xe          | 2 avril 1993    | 21 avril 1997  | Philippe Dubourg, | RPR,            | Mandat écourté à la suite d'une dissolution parlementaire décidée par Jacques Chirac.  |
| XIe         | 12 juin 1997    | 18 juin 2002   | Odette Trupin,    | PS,             |                                                                                        |
| XIIe        | 19 juin 2002    | 19 juin 2007   | Philippe Dubourg, | UMP,            |                                                                                        |
| XIIIe       | 20 juin 2007    | 19 juin 2012   | Martine Faure     | PS              |                                                                                        |
| XIVe        | 20 juin 2012    | 20 juin 2017   | Gilles Savary     | PS              |                                                                                        |
| XVe         | 21 juin 2017    | 21 juin 2022   | Sophie Mette      | MoDem           |                                                                                        |
| XVIe        | 22 juin 2022    | 9 juin 2024    | Sophie Mette      | MoDem           | Mandat écourté à la suite d'une dissolution parlementaire décidée par Emmanuel Macron. |
| XVIIe       | 8 juillet 2024  | En cours       | Sophie Mette      | MoDem           |                                                                                        |

## Historique des élections

### Élections de 1958
| Candidat       | Candidat            | Parti          | Premier tour | Premier tour | Second tour | Second tour |  |
| Candidat       | Candidat            | Parti          | Voix         | %            | Voix        | %           |  |
| -------------- | ------------------- | -------------- | ------------ | ------------ | ----------- | ----------- |  |
|                | Robert Boulin élu   | UNR            | 11 181       | 27,97        | 23 581      | 59,23       |  |
|                | Jean-Raymond Guyon  | SFIO           | 10 961       | 27,42        | 12 390      | 31,12       |  |
|                | Jean Dubois-Challon | CNIP           | 7 546        | 18,87        | Retrait     | Retrait     |  |
|                | André Gaillard      | PCF            | 4 003        | 10,01        | 3 821       | 9,6         |  |
|                | Gabriel Taïx        | Radsoc         | 3 213        | 8,04         | 20          | 0,05        |  |
|                | Robert Guichard     | CR             | 3 076        | 7,69         | Retrait     | Retrait     |  |
|                |                     |                |              |              |             |             |  |
| Inscrits       | Inscrits            | Inscrits       | 53 289       | 100,00       | 53 296      | 100,00      |  |
| Abstentions    | Abstentions         | Abstentions    | 12 359       | 23,19        | 12 892      | 24,19       |  |
| Votants        | Votants             | Votants        | 40 930       | 76,81        | 40 404      | 75,81       |  |
| Blancs et nuls | Blancs et nuls      | Blancs et nuls | 950          | 2,32         | 592         | 1,47        |  |
| Exprimés       | Exprimés            | Exprimés       | 39 980       | 97,68        | 39 812      | 98,53       |  |

André Lathière, artisan, était le suppléant de Robert Boulin. Il le remplace du 25 septembre 1961 au 9 octobre 1962 quand Robert Boulin rentre au gouvernement.

### Élections de 1962
| Candidat       | Candidat                      | Parti          | Premier tour | Premier tour | Second tour | Second tour |  |
| Candidat       | Candidat                      | Parti          | Voix         | %            | Voix        | %           |  |
| -------------- | ----------------------------- | -------------- | ------------ | ------------ | ----------- | ----------- |  |
|                | Robert Boulin sortant réélu   | UNR-UDT        | 16 350       | 48,2         | 20 251      | 56,71       |  |
|                | Jean Bernadet                 | SFIO           | 6 621        | 19,52        | 15 456      | 43,29       |  |
|                | Guy Duluc                     | CNIP           | 4 970        | 14,65        | Retrait     | Retrait     |  |
|                | André Gaillard                | PCF            | 4 490        | 13,24        | Retrait     | Retrait     |  |
|                | Maurice Carmona               | PSU            | 1 253        | 3,69         |             |             |  |
|                | Gabriel du Foussat de Bogeron | Extrême droite | 239          | 0,7          |             |             |  |
|                |                               |                |              |              |             |             |  |
| Inscrits       | Inscrits                      | Inscrits       | 54 937       | 100,00       | 53 668      | 100,00      |  |
| Abstentions    | Abstentions                   | Abstentions    | 20 012       | 36,43        | 16 576      | 30,89       |  |
| Votants        | Votants                       | Votants        | 34 925       | 63,57        | 37 092      | 69,11       |  |
| Blancs et nuls | Blancs et nuls                | Blancs et nuls | 1 002        | 2,87         | 1 385       | 3,73        |  |
| Exprimés       | Exprimés                      | Exprimés       | 33 923       | 97,13        | 35 707      | 96,27       |  |

André Lathière, suppléant de Robert Boulin, nommé membre du gouvernement, le remplace du 7 janvier 1963 au 5 octobre 1965.
André Lathière décède le 5 octobre 1965.

### Élection partielle du 9 janvier 1966
| | Robert Boulin élu | UNR-UDT        | 18 645 | 53,78  |  |  |  |
| | Jean Jambon       | SFIO           | 11 884 | 34,28  |  |  |  |
| | André Gaillard    | PCF            | 3 539  | 10,21  |  |  |  |
| | André Piganaux    | Divers         | 603    | 1,74   |  |  |  |
| |                   |                |        |        |  |  |  |
| Inscrits | Inscrits          | Inscrits       | 54 923 | 100,00 |  |  |  |
| Abstentions | Abstentions       | Abstentions    | 19 625 | 35,73  |  |  |  |
| Votants | Votants           | Votants        | 35 298 | 64,27  |  |  |  |
| Blancs et nuls | Blancs et nuls    | Blancs et nuls | 627    | 1,78   |  |  |  |
| Exprimés | Exprimés          | Exprimés       | 34 671 | 98,22  |  |  |  |
| Source : France, Ministère de l'intérieur. Les Elections législatives . Métropole., la Documentation française, 1968 (lire en ligne) |                   |                |        |        |  |  |  |

Robert Boulin, nommé membre du gouvernement, est remplacé par son nouveau suppléant, Jacques Boyer-Andrivet, RI, viticulteur  maire de Saint-Pey-de-Castets, du 10 février 1966 au 2 avril 1967.

### Élections de 1967
| Candidat       | Candidat                    | Parti          | Premier tour | Premier tour | Second tour | Second tour |  |
| Candidat       | Candidat                    | Parti          | Voix         | %            | Voix        | %           |  |
| -------------- | --------------------------- | -------------- | ------------ | ------------ | ----------- | ----------- |  |
|                | Robert Boulin sortant réélu | UD-Ve          | 21 078       | 49,08        | 21 940      | 51,19       |  |
|                | Lucien Figeac               | FGDS (Radical) | 9 927        | 23,12        | 20 917      | 48,81       |  |
|                | Jacques Soulignac           | PCF            | 6 688        | 15,57        | Retrait     | Retrait     |  |
|                | Guy Pehourcq                | CD (PDM)       | 2 676        | 6,23         |             |             |  |
|                | Roger Palmieri              | Extrême droite | 2 573        | 5,99         |             |             |  |
|                |                             |                |              |              |             |             |  |
| Inscrits       | Inscrits                    | Inscrits       | 55 073       | 100,00       | 55 062      | 100,00      |  |
| Abstentions    | Abstentions                 | Abstentions    | 11 129       | 20,21        | 11 176      | 20,3        |  |
| Votants        | Votants                     | Votants        | 43 944       | 79,79        | 43 886      | 79,7        |  |
| Blancs et nuls | Blancs et nuls              | Blancs et nuls | 1 002        | 2,28         | 1 029       | 2,34        |  |
| Exprimés       | Exprimés                    | Exprimés       | 42 942       | 97,72        | 42 857      | 97,66       |  |

Jacques Boyer-Andrivet remplace Robert Boulin, nommé membre du gouvernement, du 8 mai au 30 mai 1968.

### Élections de 1968
|                | Robert Boulin sortant réélu | UDR (URP)      | 21 461 | 50,16  |  |  |  |
|                | Lucien Figeac               | FGDS (Radical) | 12 764 | 29,83  |  |  |  |
|                | Jacques Soulignac           | PCF            | 5 318  | 12,43  |  |  |  |
|                | Claude Raby                 | CD (PDM)       | 3 241  | 7,58   |  |  |  |
|                |                             |                |        |        |  |  |  |
| Inscrits       | Inscrits                    | Inscrits       | 55 001 | 100,00 |  |  |  |
| Abstentions    | Abstentions                 | Abstentions    | 11 506 | 20,92  |  |  |  |
| Votants        | Votants                     | Votants        | 43 495 | 79,08  |  |  |  |
| Blancs et nuls | Blancs et nuls              | Blancs et nuls | 711    | 1,63   |  |  |  |
| Exprimés       | Exprimés                    | Exprimés       | 42 784 | 98,37  |  |  |  |

Nommé membre du gouvernement, Robert Boulin est remplacé par son suppléant, Bertrand des Garets, conseiller municipal de Saint-Médard-de-Guizières, du 13 août 1968 au 1er avril 1973.

### Élections de 1973
| Candidat       | Candidat                    | Parti          | Premier tour | Premier tour | Second tour | Second tour |  |
| Candidat       | Candidat                    | Parti          | Voix         | %            | Voix        | %           |  |
| -------------- | --------------------------- | -------------- | ------------ | ------------ | ----------- | ----------- |  |
|                | Robert Boulin sortant réélu | UDR (URP)      | 20 144       | 44,47        | 23 887      | 51,67       |  |
|                | Lucien Figeac               | MRG (UGSD)     | 11 405       | 25,18        | 22 339      | 48,33       |  |
|                | Jacques Soulignac           | PCF            | 7 281        | 16,07        | Retrait     | Retrait     |  |
|                | Paul Galy-Aché              | CD (MR)        | 2 880        | 6,36         |             |             |  |
|                | Alexandre Tessonaud         | LO             | 1 059        | 2,34         |             |             |  |
|                | Camille Bornerie-Clarus     | Divers droite  | 939          | 2,07         |             |             |  |
|                | Jean Barbet                 | Divers droite  | 826          | 1,82         |             |             |  |
|                | Roger Palmieri              | FN             | 763          | 1,68         |             |             |  |
|                |                             |                |              |              |             |             |  |
| Inscrits       | Inscrits                    | Inscrits       | 57 804       | 100,00       | 57 820      | 100,00      |  |
| Abstentions    | Abstentions                 | Abstentions    | 11 362       | 19,66        | 10 506      | 18,17       |  |
| Votants        | Votants                     | Votants        | 46 442       | 80,34        | 47 314      | 81,83       |  |
| Blancs et nuls | Blancs et nuls              | Blancs et nuls | 1 145        | 2,47         | 1 088       | 2,3         |  |
| Exprimés       | Exprimés                    | Exprimés       | 45 297       | 97,53        | 46 226      | 97,7        |  |

Nommé membre du gouvernement, Robert Boulin est remplacé par son suppléant, Gérard César, propriétaire viticulteur, conseiller municipal de Rauzan, du 28 septembre 1976 au 2 avril 1978.

### Élections de 1978
| Candidat       | Candidat                    | Parti          | Premier tour | Premier tour | Second tour | Second tour |  |
| Candidat       | Candidat                    | Parti          | Voix         | %            | Voix        | %           |  |
| -------------- | --------------------------- | -------------- | ------------ | ------------ | ----------- | ----------- |  |
|                | Robert Boulin sortant réélu | RPR            | 25 898       | 48,71        | 28 038      | 50,77       |  |
|                | Pierre Lart                 | PS             | 17 589       | 33,08        | 27 191      | 49,23       |  |
|                | Jean Cucurull               | PCF            | 8 020        | 15,08        |             |             |  |
|                | Monique Le Hir              | LO             | 1 660        | 3,12         |             |             |  |
|                |                             |                |              |              |             |             |  |
| Inscrits       | Inscrits                    | Inscrits       | 64 398       | 100,00       | 64 347      | 100,00      |  |
| Abstentions    | Abstentions                 | Abstentions    | 9 906        | 15,38        | 8 212       | 12,76       |  |
| Votants        | Votants                     | Votants        | 54 492       | 84,62        | 56 135      | 87,24       |  |
| Blancs et nuls | Blancs et nuls              | Blancs et nuls | 1 325        | 2,43         | 906         | 1,61        |  |
| Exprimés       | Exprimés                    | Exprimés       | 53 167       | 97,57        | 55 229      | 98,39       |  |

Nommé membre du gouvernement, Robert Boulin est remplacé par son suppléant Gérard César du 6 mai 1978 au 29 octobre 1979, date de son décès.
Gérard César le remplace ensuite jusqu'au 22 mai 1981.

### Élections de 1981
| Candidat       | Candidat               | Parti          | Premier tour | Premier tour | Second tour | Second tour |  |
| Candidat       | Candidat               | Parti          | Voix         | %            | Voix        | %           |  |
| -------------- | ---------------------- | -------------- | ------------ | ------------ | ----------- | ----------- |  |
|                | Gérard César sortant   | RPR (UNM)      | 22 658       | 46,34        | 24 353      | 46,31       |  |
|                | Gilbert Mitterrand élu | PS             | 22 492       | 46,00        | 28 231      | 53,69       |  |
|                | Henriette Poirier      | PCF            | 3 742        | 7,65         |             |             |  |
|                |                        |                |              |              |             |             |  |
| Inscrits       | Inscrits               | Inscrits       | 66 113       | 100,00       | 66 100      | 100,00      |  |
| Abstentions    | Abstentions            | Abstentions    | 16 641       | 25,17        | 12 964      | 19,61       |  |
| Votants        | Votants                | Votants        | 49 472       | 74,83        | 53 136      | 80,39       |  |
| Blancs et nuls | Blancs et nuls         | Blancs et nuls | 580          | 1,17         | 552         | 1,04        |  |
| Exprimés       | Exprimés               | Exprimés       | 48 892       | 98,83        | 52 584      | 98,96       |  |

Le suppléant de Gilbert Mitterrand était Henri Barrière.

### Élections de 1988
| Candidat       | Candidat                     | Parti          | Premier tour | Premier tour | Second tour | Second tour |  |
| Candidat       | Candidat                     | Parti          | Voix         | %            | Voix        | %           |  |
| -------------- | ---------------------------- | -------------- | ------------ | ------------ | ----------- | ----------- |  |
|                | Pierre Lagorce sortant réélu | PS             | 25 745       | 45,31        | 34 566      | 57,67       |  |
|                | Philippe Dubourg             | RPR (URC)      | 18 749       | 32,99        | 25 369      | 42,33       |  |
|                | Pierre Augey                 | PCF            | 7 449        | 13,11        |             |             |  |
|                | Fabrice Néel                 | FN             | 4 579        | 8,06         |             |             |  |
|                | Garance Phau                 | POE            | 302          | 0,53         |             |             |  |
|                |                              |                |              |              |             |             |  |
| Inscrits       | Inscrits                     | Inscrits       | 83 631       | 100,00       | 83 600      | 100,00      |  |
| Abstentions    | Abstentions                  | Abstentions    | 25 761       | 30,8         | 22 188      | 26,54       |  |
| Votants        | Votants                      | Votants        | 57 870       | 69,2         | 61 412      | 73,46       |  |
| Blancs et nuls | Blancs et nuls               | Blancs et nuls | 1 046        | 1,81         | 1 477       | 2,41        |  |
| Exprimés       | Exprimés                     | Exprimés       | 56 824       | 98,19        | 59 935      | 97,59       |  |

Le suppléant de Pierre Lagorce est Guy Trupin, maire de Camblanes-et-Meynac, conseiller général du canton de Créon.

### Élections de 1993
| Candidat       | Candidat             | Parti          | Premier tour | Premier tour | Second tour | Second tour |  |
| Candidat       | Candidat             | Parti          | Voix         | %            | Voix        | %           |  |
| -------------- | -------------------- | -------------- | ------------ | ------------ | ----------- | ----------- |  |
|                | Philippe Dubourg élu | RPR (UPF)      | 19 910       | 33,84        | 30 815      | 52,51       |  |
|                | Bernard Castagnet    | PS (ADFP)      | 12 941       | 21,99        | 27 871      | 47,49       |  |
|                | Pierre Augey         | PCF            | 7 956        | 13,52        |             |             |  |
|                | Alain de Peretti     | FN             | 6 286        | 10,68        |             |             |  |
|                | Francis Magenties    | CPNT           | 3 735        | 6,35         |             |             |  |
|                | André Orive          | GÉ (EÉ)        | 3 302        | 5,61         |             |             |  |
|                | Marie-France Théron  | CNIP           | 2 407        | 4,09         |             |             |  |
|                | Jacqueline Bordier   | LT-LNÉ         | 1 378        | 2,34         |             |             |  |
|                | Hervé Fleuranceau    | PLN            | 373          | 0,63         |             |             |  |
|                | Fernand Georget      | MDD            | 281          | 0,48         |             |             |  |
|                | Ariette Villattes    | PLN            | 272          | 0,46         |             |             |  |
|                |                      |                |              |              |             |             |  |
| Inscrits       | Inscrits             | Inscrits       | 86 634       | 100,00       | 86 631      | 100,00      |  |
| Abstentions    | Abstentions          | Abstentions    | 24 207       | 27,94        | 23 491      | 27,12       |  |
| Votants        | Votants              | Votants        | 62 427       | 72,06        | 63 140      | 72,88       |  |
| Blancs et nuls | Blancs et nuls       | Blancs et nuls | 3 586        | 5,74         | 4 454       | 7,05        |  |
| Exprimés       | Exprimés             | Exprimés       | 58 841       | 94,26        | 58 686      | 92,95       |  |

La suppléante de Philippe Dubourg est Annie Garrissou, maire de Fargues-Saint-Hilaire.

### Élections de 1997
| Candidat       | Candidat                 | Parti          | Premier tour | Premier tour | Second tour | Second tour |  |
| Candidat       | Candidat                 | Parti          | Voix         | %            | Voix        | %           |  |
| -------------- | ------------------------ | -------------- | ------------ | ------------ | ----------- | ----------- |  |
|                | Philippe Dubourg sortant | RPR            | 17 782       | 29,42        | 27 798      | 44,14       |  |
|                | Odette Trupin élue       | PS             | 16 073       | 26,59        | 35 182      | 55,86       |  |
|                | Pierre Augey             | PCF            | 10 861       | 17,97        | Retrait     | Retrait     |  |
|                | Alain de Peretti         | FN             | 7 945        | 13,14        |             |             |  |
|                | Dominique Hoffmann       | Les Verts      | 1 664        | 2,75         |             |             |  |
|                | Claire Laguérie          | LDI (MPF)      | 1 449        | 2,4          |             |             |  |
|                | Pierre Seguin            | GÉ             | 991          | 1,64         |             |             |  |
|                | Jean-Luc Beaumon         | MDC            | 986          | 1,63         |             |             |  |
|                | Françoise Cittone        | MÉI            | 862          | 1,43         |             |             |  |
|                | Gilles Hutzler           | US4J           | 826          | 1,37         |             |             |  |
|                | Jacques Margalef         | IR             | 476          | 0,79         |             |             |  |
|                | Étienne Merop            | Divers         | 420          | 0,69         |             |             |  |
|                | Arlette Villattes        | PLN            | 117          | 0,19         |             |             |  |
|                |                          |                |              |              |             |             |  |
| Inscrits       | Inscrits                 | Inscrits       | 86 552       | 100,00       | 86 555      | 100,00      |  |
| Abstentions    | Abstentions              | Abstentions    | 23 002       | 26,58        | 19 724      | 22,79       |  |
| Votants        | Votants                  | Votants        | 63 550       | 73,42        | 66 831      | 77,21       |  |
| Blancs et nuls | Blancs et nuls           | Blancs et nuls | 3 098        | 4,87         | 3 851       | 5,76        |  |
| Exprimés       | Exprimés                 | Exprimés       | 60 452       | 95,13        | 62 980      | 94,24       |  |

Le suppléant d'Odette Trupin était Bernard Castagnet, maire de La Réole, médecin.

### Élections de 2002
| Candidat       | Candidat               | Parti          | Premier tour | Premier tour | Second tour | Second tour |  |
| Candidat       | Candidat               | Parti          | Voix         | %            | Voix        | %           |  |
| -------------- | ---------------------- | -------------- | ------------ | ------------ | ----------- | ----------- |  |
|                | Philippe Dubourg élu   | UMP            | 20 783       | 33,65        | 28 431      | 50,28       |  |
|                | Odette Trupin sortante | PS             | 17 833       | 28,87        | 28 118      | 49,72       |  |
|                | Pierre Augey           | PCF            | 7 643        | 12,37        |             |             |  |
|                | Mireille de Badereau   | FN             | 5 824        | 9,43         |             |             |  |
|                | Christine Fréchou      | CPNT           | 3 259        | 5,28         |             |             |  |
|                | Anne-Marie Frémond     | Les Verts      | 2 060        | 3,34         |             |             |  |
|                | Alain de Peretti       | MNR            | 1 385        | 2,24         |             |             |  |
|                | François Labrosse      | LCR            | 834          | 1,35         |             |             |  |
|                | Robert Georges         | MPF            | 750          | 1,21         |             |             |  |
|                | Jean-Philippe Delcamp  | LO             | 703          | 1,14         |             |             |  |
|                | Pierre Seguin          | GÉ             | 317          | 0,51         |             |             |  |
|                | Sylvette Chevalier     | PT             | 219          | 0,35         |             |             |  |
|                | Max Bajolle            | S&P            | 158          | 0,26         |             |             |  |
|                |                        |                |              |              |             |             |  |
| Inscrits       | Inscrits               | Inscrits       | 91 084       | 100,00       | 91 089      | 100,00      |  |
| Abstentions    | Abstentions            | Abstentions    | 28 014       | 30,76        | 31 639      | 34,73       |  |
| Votants        | Votants                | Votants        | 63 070       | 69,24        | 59 450      | 65,27       |  |
| Blancs et nuls | Blancs et nuls         | Blancs et nuls | 1 302        | 2,06         | 2 901       | 4,88        |  |
| Exprimés       | Exprimés               | Exprimés       | 61 768       | 97,94        | 56 549      | 95,12       |  |

La suppléante de Philippe Dubourg était Marie-Françoise Thiéry, viticultrice à Saint-Martin-de-Sescas.

### Élections de 2007
| Candidat       | Candidat                 | Parti          | Premier tour | Premier tour | Second tour | Second tour |  |
| Candidat       | Candidat                 | Parti          | Voix         | %            | Voix        | %           |  |
| -------------- | ------------------------ | -------------- | ------------ | ------------ | ----------- | ----------- |  |
|                | Philippe Dubourg sortant | UMP            | 19 891       | 31,4         | 28 189      | 44,23       |  |
|                | Martine Faure élue       | PS             | 19 250       | 30,39        | 35 544      | 55,77       |  |
|                | Philippe Meynard         | UDF–MoDem      | 5 942        | 9,38         |             |             |  |
|                | Pierre Augey             | PCF            | 5 363        | 8,47         |             |             |  |
|                | Raoul Orsoni             | NC             | 3 319        | 5,24         |             |             |  |
|                | Mireille de Badereau     | FN             | 2 284        | 3,61         |             |             |  |
|                | Julie Laernoes           | Les Verts      | 2 034        | 3,21         |             |             |  |
|                | Samuel Vimeney           | LCR            | 1 602        | 2,53         |             |             |  |
|                | Vincent Graule           | CPNT           | 1 534        | 2,42         |             |             |  |
|                | Marie-Thérèse Vaury      | MPF            | 748          | 1,18         |             |             |  |
|                | Jean-Philippe Delcamp    | LO             | 590          | 0,93         |             |             |  |
|                | Danielle Boucher         | Divers         | 497          | 0,78         |             |             |  |
|                | Jean Jametti             | MNR            | 282          | 0,45         |             |             |  |
|                |                          |                |              |              |             |             |  |
| Inscrits       | Inscrits                 | Inscrits       | 98 811       | 100,00       | 98 804      | 100,00      |  |
| Abstentions    | Abstentions              | Abstentions    | 34 396       | 34,81        | 33 152      | 33,55       |  |
| Votants        | Votants                  | Votants        | 64 415       | 65,19        | 65 652      | 66,45       |  |
| Blancs et nuls | Blancs et nuls           | Blancs et nuls | 1 079        | 1,68         | 1 919       | 2,92        |  |
| Exprimés       | Exprimés                 | Exprimés       | 63 336       | 98,32        | 63 733      | 97,08       |  |

### Élections de 2012
| Candidat       | Candidat              | Parti          | Premier tour | Premier tour | Second tour | Second tour |  |
| Candidat       | Candidat              | Parti          | Voix         | %            | Voix        | %           |  |
| -------------- | --------------------- | -------------- | ------------ | ------------ | ----------- | ----------- |  |
|                | Gilles Savary élu     | PS             | 21 253       | 40,88        | 30 429      | 63,49       |  |
|                | Maxime Sibé           | UMP            | 12 077       | 23,23        | 17 497      | 36,51       |  |
|                | Pierre Augey          | FG (PCF)       | 6 437        | 12,38        |             |             |  |
|                | Valérie Colombier     | RBM (FN)       | 5 896        | 11,34        |             |             |  |
|                | Sophie Mette          | CpF (MoDem)    | 1 969        | 3,79         |             |             |  |
|                | Yann Persillon        | EÉLV           | 1 806        | 3,47         |             |             |  |
|                | Gaël Leroux           | CPNT           | 814          | 1,57         |             |             |  |
|                | Guillaume Besset      | AÉI            | 420          | 0,81         |             |             |  |
|                | Martine Hostier       | DLR            | 389          | 0,75         |             |             |  |
|                | Hervé Rioux           | NPA            | 329          | 0,63         |             |             |  |
|                | Jean-Philippe Delcamp | LO             | 306          | 0,59         |             |             |  |
|                | Alain Jeanmougin      | Pirate         | 211          | 0,41         |             |             |  |
|                | Gérard Laguérie       | AR             | 86           | 0,17         |             |             |  |
|                |                       |                |              |              |             |             |  |
| Inscrits       | Inscrits              | Inscrits       | 85 660       | 100,00       | 85 657      | 100,00      |  |
| Abstentions    | Abstentions           | Abstentions    | 32 779       | 38,27        | 35 607      | 41,57       |  |
| Votants        | Votants               | Votants        | 52 881       | 61,73        | 50 050      | 58,43       |  |
| Blancs et nuls | Blancs et nuls        | Blancs et nuls | 888          | 1,68         | 2 124       | 4,24        |  |
| Exprimés       | Exprimés              | Exprimés       | 51 993       | 98,32        | 47 926      | 95,76       |  |

### Élections de 2017
Les élections législatives françaises de 2017 ont eu lieu les dimanches 11 et 18 juin 2017.
|                                                                            |                                                                        |                           |                           |                          |                          |
|                                                                            |                                                                        | Premier tour 11 juin 2017 | Premier tour 11 juin 2017 | Second tour 18 juin 2017 | Second tour 18 juin 2017 |
|                                                                            |                                                                        |                           |                           |                          |                          |
|                                                                            |                                                                        | Nombre                    | % des inscrits            | Nombre                   | % des inscrits           |
| Inscrits                                                                   | Inscrits                                                               | 93 594                    | 100,00                    | 93 598                   | 100,00                   |
| Abstentions                                                                | Abstentions                                                            | 44 766                    | 47,83                     | 53 825                   | 57,51                    |
| Votants                                                                    | Votants                                                                | 48 828                    | 52,17                     | 39 773                   | 42,49                    |
|                                                                            |                                                                        |                           | % des votants             |                          | % des votants            |
| Bulletins blancs                                                           | Bulletins blancs                                                       | 784                       | 1,61                      | 4 031                    | 10,14                    |
| Bulletins nuls                                                             | Bulletins nuls                                                         | 344                       | 0,70                      | 2 009                    | 5,05                     |
| Suffrages exprimés                                                         | Suffrages exprimés                                                     | 47 700                    | 97,69                     | 33 733                   | 84,81                    |
|                                                                            |                                                                        |                           |                           |                          |                          |
| Candidat Étiquette politique (partis et alliances)                         | Candidat Étiquette politique (partis et alliances)                     | Voix                      | % des exprimés            | Voix                     | % des exprimés           |
|                                                                            |                                                                        |                           |                           |                          |                          |
|                                                                            | Sophie Mette Mouvement démocrate (La République en marche)             | 14 888                    | 31,21                     | 18 059                   | 53,54                    |
|                                                                            | Gilles Savary (député sortant) Parti socialiste                        | 8 289                     | 17,38                     | 15 674                   | 46,46                    |
|                                                                            | François Papiau La France insoumise                                    | 6 844                     | 14,35                     |                          |                          |
|                                                                            | Michel Dufranc Les Républicains (Union des démocrates et indépendants) | 6 201                     | 13,00                     |                          |                          |
|                                                                            | Sophie Rivière Durivault Front national                                | 5 938                     | 12,45                     |                          |                          |
|                                                                            | Dominique Baude Europe Écologie Les Verts                              | 2 130                     | 4,47                      |                          |                          |
|                                                                            | Cristine Guerné Parti communiste français                              | 977                       | 2,05                      |                          |                          |
|                                                                            | Rémi Berthonneau Debout la France                                      | 952                       | 2,00                      |                          |                          |
|                                                                            | Jean-Philippe Delcamp Lutte ouvrière                                   | 442                       | 0,93                      |                          |                          |
|                                                                            | Antoine Courjaud Divers gauche (Nouvelle Donne)                        | 362                       | 0,76                      |                          |                          |
|                                                                            | Fanny Loustau Divers (Union populaire républicaine)                    | 339                       | 0,71                      |                          |                          |
|                                                                            | Xavier de Jaeger Divers (Parti du vote blanc)                          | 326                       | 0,68                      |                          |                          |
|                                                                            | Patrick Dhersin Écologiste (Mouvement 100 %)                           | 12                        | 0,03                      |                          |                          |
| Source : Ministère de l'Intérieur - Neuvième circonscription de la Gironde |                                                                        |                           |                           |                          |                          |

### Élections de 2022
| Résultats des élections législatives des 12 et 19 juin 2022 de la 9e circonscription de Gironde |                          |                          |                          |              |              |             |             |
| Candidat                                                                                        | Candidat                 | Parti et coalition       | Nuance                   | Premier tour | Premier tour | Second tour | Second tour |
| Candidat                                                                                        | Candidat                 | Parti et coalition       | Nuance                   | Voix         | %            | Voix        | %           |
|                                                                                                 | Sophie Mette             | MoDem (ENS)              | ENS                      | 14 732       | 28,75        | 22 950      | 50,49       |
|                                                                                                 | Sacha André,             | LFI (NUPES)              | NUP                      | 12 415       | 24,23        | 22 506      | 49,51       |
|                                                                                                 | Damien Obrador           | RN                       | RN                       | 12 008       | 23,44        |             |             |
|                                                                                                 | Serge Détrieux,          | PRG                      | RDG                      | 3 074        | 6,00         |             |             |
|                                                                                                 | René Cardoit             | LR (UDC)                 | LR                       | 2 802        | 5,47         |             |             |
|                                                                                                 | Sylvie Mantel            | REC                      | REC                      | 2 136        | 4,17         |             |             |
|                                                                                                 | Armelle Cruse            | SE                       | DVD                      | 1 123        | 2,19         |             |             |
|                                                                                                 | Valérie Viltet           | PA                       | ECO                      | 883          | 1,72         |             |             |
|                                                                                                 | Jean-Philippe Delcamp    | LO                       | DXG                      | 801          | 1,56         |             |             |
|                                                                                                 | Milène Gellé             | LP (UPF)                 | DSV                      | 703          | 1,37         |             |             |
|                                                                                                 | Jean-Claude Laloubère    | SE                       | DIV                      | 445          | 0,87         |             |             |
|                                                                                                 | Maëva Bogo               | SE                       | DSV                      | 104          | 0,20         |             |             |
|                                                                                                 | Guillaume Besset         | SE                       | DIV                      | 10           | 0,02         |             |             |
| Votes valides                                                                                   | Votes valides            | Votes valides            | Votes valides            | 51 236       | 97,15        | 45 456      | 89,68       |
| Votes blancs                                                                                    | Votes blancs             | Votes blancs             | Votes blancs             | 1 102        | 2,09         | 3 721       | 7,34        |
| Votes nuls                                                                                      | Votes nuls               | Votes nuls               | Votes nuls               | 400          | 0,76         | 1 511       | 2,98        |
| Total                                                                                           | Total                    | Total                    | Total                    | 52 738       | 100          | 50 688      | 100         |
| Abstention                                                                                      | Abstention               | Abstention               | Abstention               | 49 428       | 48,38        | 51 503      | 50,40       |
| Inscrits / participation                                                                        | Inscrits / participation | Inscrits / participation | Inscrits / participation | 102 166      | 51,62        | 102 191     | 49,60       |

### Élections de 2024
| Candidat                 | Candidat                 | Parti et coalition       | Nuance                   | Premier tour | Premier tour | Second tour | Second tour |
| Candidat                 | Candidat                 | Parti et coalition       | Nuance                   | Voix         | %            | Voix        | %           |
| ------------------------ | ------------------------ | ------------------------ | ------------------------ | ------------ | ------------ | ----------- | ----------- |
|                          | François-Xavier Marques  | RN                       | RN                       | 27 868       | 38,54        | 30 337      | 43,01       |
|                          | Sophie Mette             | MoDem (ENS)              | ENS                      | 21 714       | 30,03        | 40 190      | 56,99       |
|                          | Corinne Martinez         | PS (NFP)                 | UG                       | 20 163       | 27,89        | Retrait     | Retrait     |
|                          | Jean-Philippe Delcamp    | LO                       | EXG                      | 1 368        | 1,89         |             |             |
|                          | Sylvie Mantel            | REC                      | REC                      | 1 188        | 1,64         |             |             |
|                          |                          |                          |                          |              |              |             |             |
| Votes valides            | Votes valides            | Votes valides            | Votes valides            | 72 301       | 96,45        | 70 527      | 94,32       |
| Votes blancs             | Votes blancs             | Votes blancs             | Votes blancs             | 1 885        | 2,51         | 3 077       | 4,12        |
| Votes nuls               | Votes nuls               | Votes nuls               | Votes nuls               | 776          | 1,04         | 1 167       | 1,56        |
| Total                    | Total                    | Total                    | Total                    | 74 962       | 100          | 74 771      | 100         |
| Abstention               | Abstention               | Abstention               | Abstention               | 28 885       | 27,81        | 29 106      | 28,02       |
| Inscrits / participation | Inscrits / participation | Inscrits / participation | Inscrits / participation | 103 847      | 72,19        | 103 877     | 71,98       |